# Charles Vyner Brooke
Charles Vyner Brooke (Londen, 26 september 1874 – Londen, 9 mei 1963) was de derde en laatste radja van het koninkrijk Sarawak.

## Biografie
Charles was de zoon van Radja Charles Brooke en werd geboren in Londen. In 1911 huwde hij met Sylvia Brett, kleindochter van Sylvain van de Weyer, van wie zij de voornaam droeg. Na de dood van zijn vader in 1917 werd hij de nieuwe radja van Sarawak. In zijn vroege regeerperiode was er een piek in de rubber en olieproductie van het land waardoor de economie floreerde en hij het land kon moderniseren.
Op 25 december 1941 vestigden de Japanners zich in Sarawak, Charles en zijn familie werden geëvacueerd naar Sydney in Australië tijdens de Tweede Wereldoorlog. Op 15 april 1946 keerde hij terug naar Sarawak en werd opnieuw radja, tot 1 juli 1946 toen hij Sarawak formeel afstond aan het Verenigd Koninkrijk. Sarawak werd nu een kroonkolonie.
Hij stierf in 1963, vier maanden voor Sarawak werd opgenomen in de Federatie van Maleisië.

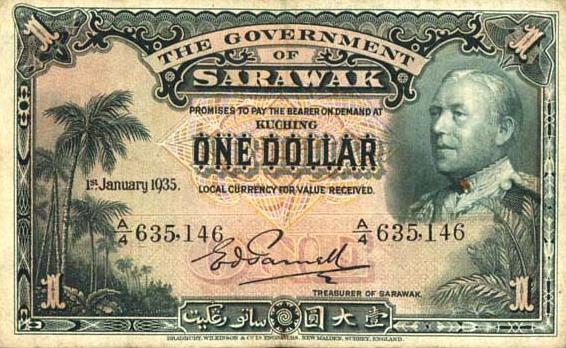
Bankbiljet met de afbeelding van Brooke